# Сирил Норман Хиншелвуд
Сер Сирил Норман Хиншелвуд OM  (19. јун 1897 – 9. октобар 1967) био је британски физички хемичар и добитник Нобелове награде.

## Образовање
Рођен је у Лондону, родитељи су му били Норман Макмилан Хиншелвуд, овлашћени књиговођа и Етел Френсис рођена Смит. Прво се школовао у Канади, вративши се 1905. године после смрти оца у мали стан у Челсију, где је живео до краја живота. Потом је студирао у Вестминстерској градској школи и на колеџу Балиол, Оксфорд.

## Каријера
Током Првог светског рата, Хиншелвуд је био хемичар у фабрици експлозива. Био је наставник на Тринити Колеџу, Оксфорд од 1921. до 1937. године, и професор хемије на Универзитету у Оксфорду од 1937. године. Био је члан неколико саветодавних одбора за научна питања британске владе.
Његова рана проучавања молекуларне кинетике довела су до објављивања Термодинамике за студенте хемије и Кинетике хемијских промена 1926. године. Са Харолдом Ворисом Томпсоном проучавао је експлозивну реакцију водоника и кисеоника и описао феномен ланчане реакције. Његов каснији рад на хемијским променама у бактеријској ћелији показао се од велике важности у каснијим истраживачким радовима на антибиотицима и терапијским агенсима; његова књига, Хемијска кинетика бактеријске ћелије објављена је 1946, праћена Растом, функцијом и регулацијом у бактеријским ћелијама 1966. 1951. објавио је Структуру физичке хемије. 
По њему је назван Лангмјур-Хиншелвуд процес у хетерогеној катализи, у коме је адсорпција реактаната на површини корак који ограничава брзину. Био је старији истраживач на Империјал Колеџу Лондон у периоду од 1964. до 1967. године.

## Награде и почасти
Хиншелвуд је изабран за члана Краљевског друштва 1929. године,  обављајући функцију председника од 1955. до 1960. Витешким редом проглашен је 1948. године, а у Ред за заслуге именован је 1960. године. Са Николајем Семјеновом из Совјетског Савеза, Хиншелвуд је 1956. године заједно добио Нобелову награду за хемију за истраживања механизма хемијских реакција.
Хиншелвуд је био председник Хемијског друштва, Краљевског друштва, Класичног удружења и Фарадејевог друштва и стекао је многе награде и почасне дипломе.

## Лични живот
Хиншелвуд се никада није женио. Течно је говорио седам класичних и модерних језика, а главни хоби били су му сликарство, сакупљање кинеске керамике и страна литература.
Умро је код куће 9. октобра 1967. Године 1968. његово имање је продато колекционару, који га је затим продао 1976. за 15.000 америчких долара. 2017. његова медаља за Нобелову награду продата је на аукцији за 128.000 америчких долара.